# Hôn nhân cùng giới ở Quần đảo Pitcairn
Hôn nhân cùng giới ở Quần đảo Pitcairn, một lãnh thổ hải ngoại của Anh, đã hợp pháp kể từ ngày 14 tháng 5 năm 2015, mặc dù không có cặp vợ chồng cùng giới công khai nào đang sống trên đảo. Một sắc lệnh hợp pháp hóa hôn nhân đã được Hội đồng Đảo nhất trí thông qua vào ngày 1 tháng 4 năm 2015 và được Thống đốc Jonathan Sinclair ký vào ngày 5 tháng 5. Nó được xuất bản vào ngày 13 tháng 5 năm 2015.
[[File:Same-sex marriage map Oceania.svg|thumb|left|upright=1.5|Công nhận các mối quan hệ cùng giới ở Châu Đại Dương
{{legend-shell|lang=en|title=Luật liên quan đến tình dục cùng giới ở Châu Đại Dương|
(Tên quốc gia sẽ xuất hiện khi di chuột qua khi bản đồ được xem ở kích thước đầy đủ. Các đường bao quanh là EEZ của mỗi quốc gia.)
]]
| Bỏ phiếu bởi |
| --- |
| 7 - Thị trưởng Shawn Brent Christian - Phó thị trưởng Brenda Vera Amelia Lupton-Christian - Ủy viên hội đồng David Brown - Ủy viên hội đồng Michele Christian - Ủy viên hội đồng Darralyn Griffiths - Ủy viên hội đồng Leslie Jaques - Ủy viên hội đồng Charlene Warren-Peu |